# Ilia Chernousov
Pour les articles homonymes, voir Chernousov.
Ilia Grigorovich Chernousov (en russe : Илья Григорьевич Черноусов), né le 7 août 1986 à Novossibirsk, est un fondeur russe, naturalisé suisse. Il compte une médaille de bronze aux Championnats du monde en 2011 dans la poursuite et une autre aux Jeux olympiques d'hiver de 2014 sur le cinquante kilomètres. En Coupe du monde, il compte dix podiums au total dont une victoire individuelle et une victoire par équipes.

## Biographie
En activité depuis 2004, il prend son premier départ en Coupe du monde à Gällivare en novembre 2006, avant de participer au premier Tour de ski qu'il conclut à une bonne 18e place. Il remporte sa première victoire en Coupe du monde, lors de sa dernière apparition à ce niveau cette saison, avec ses coéquipiers du relais à Davos. En parallèle, il remporte une médaille d'or en 2005 et deux médailles d'argent aux Championnats du monde junior, ainsi que deux médailles d'argent aux Championnats du monde des moins de 23 ans en 2007 et 2008.
Il obtient son premier podium individuel en janvier 2010 en se classant troisième de la poursuite 30 km à Rybinsk. C'est aussi dans cette localité, qu'il remporte sa première épreuve de Coupe du monde en février 2011, une poursuite de 20 km.
Quelques jours plus tard, aux Championnats du monde à Oslo, il décroche la médaille de bronze dans la même épreuve (sur une distance de 30 km). Il finit cette saison de la manière avec une deuxième victoire dans l'élite sur le prologue des Finales à Falun. Aussi, il remporte une course de grand fond, l'Arctic Circle Race.
Le Russe signe ses derniers podiums individuels en Coupe du monde lors de la saison 2012-2013, terminant deuxième du skiathlon de Sotchi et troisième du cinquante kilomètres de Holmenkollen, ce qui le mène au sixième rang du classement général, soit le meilleur de sa carrière.
Lors des Jeux olympiques d'hiver de 2014, en Russie, Chernousov prend la médaille de bronze du 50 km libre, où il participe au triplé russe avec Alexander Legkov en or et Maxim Vylegzhanin en argent. Ses deux compatriotes se verront retirer leur médaille par la suite pour cause de dopage, puis redonner.
En juin 2014, il se marie avec la biathlète suisse Selina Gasparin. Le couple a une fille née en février 2015. Il continue à marquer des points en Coupe du monde jusqu'en 2016, alors qu'il se spécialise dans les courses longue distance de la Worldloppet et Ski Classics, gagnant l'Engadin Ski Marathon en 2015 pour commencer.
En fin d'année 2020, il reçoit la nationalité suisse et rapidement représente son nouveau pays en compétition.

## Palmarès

### Jeux olympiques
| Épreuve / Édition | Sprint | Sprint                           | 15 km                            | 15 km     | Skiathlon 2 × 15 km | 50 km                               | Relais | Relais    |
| Épreuve / Édition | libre  | classique                        | libre                            | classique | Skiathlon 2 × 15 km | 50 km                               | Sprint | 4 × 10 km |
| JO 2014 Sotchi    | —      | Épreuve inexistante à cette date | Épreuve inexistante à cette date | —         | 5e                  | Médaille de bronze, Jeux olympiques | —      | —         |

Légende :
- : troisième place, médaille de bronze
- : épreuve inexistante
- — : épreuve non disputée par Chernousov

### Championnats du monde
Ilia Chernousov a remporté une médaille de bronze en poursuite lors de ses trois participations aux Championnats du monde.
| Épreuve / Édition           | Sprint                           | Sprint                           | 15 km                            | 15 km                            | Poursuite / Skiathlon 2 × 15 km | 50 km | Relais | Relais    |
| Épreuve / Édition           | libre                            | classique                        | libre                            | classique                        | Poursuite / Skiathlon 2 × 15 km | 50 km | Sprint | 4 × 10 km |
| Mondiaux 2007 Sapporo       | —                                | Épreuve inexistante à cette date | Épreuve inexistante à cette date | —                                | 31e                             | —     | —      | —         |
| Mondiaux 2011 Oslo          | —                                | Épreuve inexistante à cette date | Épreuve inexistante à cette date | —                                | Médaille de bronze, monde       | 12e   | —      | 7e        |
| Mondiaux 2013 Val di Fiemme | Épreuve inexistante à cette date | —                                | 40e                              | Épreuve inexistante à cette date | 25e                             | —     | —      | —         |
| Mondiaux 2015 Falun         | Épreuve inexistante à cette date | —                                | —                                | Épreuve inexistante à cette date | 15e                             | —     | —      | —         |

Légende :
- : troisième place, médaille de bronze
- : épreuve inexistante
- — : épreuve non disputée par Chernousov

### Coupe du monde
- Meilleur classement général : 6e en 2013.
- 10 podiums : 
  - 7 podiums en épreuve individuelle : 1 victoire, 4 deuxièmes places et 2 troisièmes places.
  - 3 podiums en épreuve par équipes : 1 victoire, 1 deuxième place et 1 troisième place.
- 2 podium sur des étapes de tours : 1 victoire et 1 deuxième place.

#### Détail des victoires individuelles
Ilia Chernousov compte une seule victoire individuelle en Coupe du monde lors d'une poursuite le 4 février 2011 à Rybinsk.
| Épreuve / Édition | Sprint | Sprint    | 15 km | 15 km     | Poursuite | 30 km libre | 30 km libre | 50 km libre | Tour de ski ou Finales ou Nordic Opening |
| Épreuve / Édition | libre  | classique | libre | classique | Poursuite | libre       | classique   | 50 km libre | Tour de ski ou Finales ou Nordic Opening |
| 2010-11           |        |           |       |           | Rybinsk   |             |             |             |                                          |

- 1 victoire d'étape lors des Finales de Falun en 2011 (3,3 km classique).

#### Classements par saison
Ilia Chernousov a obtenu son meilleur classement au général en 2013 avec une 6e place finale. C'est dans le classement de la distance qu'il inscrit la majorité de ses points, par ailleurs, il prend part à de nombreuses compétitions par étapes en obtenant plusieurs top 10.
| Saison / Épreuve | Saison / Épreuve | Général | Général | Distance | Distance | Sprint | Sprint | Tour de ski depuis 2007 | Finales depuis 2008              | Nordic Opening depuis 2011       |
| ---------------- | ---------------- | ------- | ------- | -------- | -------- | ------ | ------ | ----------------------- | -------------------------------- | -------------------------------- |
| Saison / Épreuve | Saison / Épreuve | Class.  | Points  | Class.   | Points   | Class. | Points | Tour de ski depuis 2007 | Finales depuis 2008              | Nordic Opening depuis 2011       |
| 2007             | 2007             | 66e     | 57      | 98e      | 5        | -      | -      | 18e                     | Épreuve inexistante à cette date | Épreuve inexistante à cette date |
| 2008             | 2008             | 88e     | 33      | 55e      | 33       | -      | -      | 42e                     | Ab.                              | Épreuve inexistante à cette date |
| 2009             | 2009             | 124e    | 19      | 74e      | 19       | -      | -      | -                       | -                                | Épreuve inexistante à cette date |
| 2010             | 2010             | 29e     | 260     | 16e      | 209      | 117e   | 1      | 24e                     | 20e                              | Épreuve inexistante à cette date |
| 2011             | 2011             | 12e     | 503     | 9e       | 342      | 67e    | 23     | Ab.                     | 9e                               | 6e                               |
| 2012             | 2012             | 9e      | 750     | 6e       | 567      | 41e    | 51     | 10e                     | 21e                              | 27e                              |
| 2013             | 2013             | 6e      | 845     | 5e       | 508      | 30e    | 63     | 10e                     | 6e                               | 5e                               |
| 2014             | 2014             | 15e     | 383     | 18e      | 179      | 49e    | 40     | 8e                      | -                                | 14e                              |
| 2015             | 2015             | 38e     | 176     | 33e      | 137      | 47e    | 37     | Abandon                 | Épreuve inexistante à cette date | 30e                              |
| 2016             | 2016             | 76e     | 56      | 46e      | 56       | -      | -      | -                       | -                                | -                                |

Légende :
- Ab. : abandon
- : pas d'épreuve

### Marathon de ski
- 1 victoire sur le circuit Worldloppet Cup :
  - L'Engadin Ski Marathon en 2015.
- 2 victoires sur le circuit Ski Classics :
  - La Diagonela en 2017.
  - La Marcialonga en 2018.

### Championnats du monde junior
Via les Championnats du monde junior, Ilia Chernousov s'est vite illustré en ski de fond avec trois médailles. La première en or obtenue en relais lors des Mondiaux 2005 à Rovaniemi, puis deux autres en argent lors des Mondiaux 2006 à Kranj en poursuite et en relais.
| Épreuve / Édition       | Sprint                           | Sprint                           | 10 km                            | 10 km                            | 20 km poursuite                  | Relais            |
| Épreuve / Édition       | libre                            | classique                        | libre                            | classique                        | 20 km poursuite                  | Relais            |
| Mondiaux 2005 Rovaniemi | Épreuve inexistante à cette date | Épreuve inexistante à cette date | 19e                              | Épreuve inexistante à cette date | Épreuve inexistante à cette date | Médaille d'or     |
| Mondiaux 2006 Kranj     | 19e                              | Épreuve inexistante à cette date | Épreuve inexistante à cette date | 5e                               | Médaille d'argent                | Médaille d'argent |

### Championnats du monde des moins de 23 ans
Il ajoute deux médailles d'argent à son palmarès avec les Championnats du monde U-23.
| Épreuve / Édition            | Sprint                           | Sprint                           | 15 km                            | 15 km                            | 30 km poursuite   |
| Épreuve / Édition            | libre                            | classique                        | libre                            | classique                        | 30 km poursuite   |
| Mondiaux 2007 Tarvisio       | Épreuve inexistante à cette date | 5e                               | Médaille d'argent                | Épreuve inexistante à cette date | 4e                |
| Mondiaux 2008 Malles Venosta |                                  | Épreuve inexistante à cette date | Épreuve inexistante à cette date | 12e                              | Médaille d'argent |

### Coupe continentale
- 1 victoire en Coupe d'Europe de l'Est.
- 4 victoires en Coupe OPA.